# 350 Ornamenta
350 Ornamenta је астероид главног астероидног појаса са пречником од приближно 118,35 km.
Афел астероида је на удаљености од 3,600 астрономских јединица (АЈ) од Сунца, а перихел на 2,624 АЈ.
Ексцентрицитет орбите износи 0,156, инклинација (нагиб) орбите у односу на раван еклиптике 24,896 степени, а орбитални период износи 2005,849 дана (5,491 година).
Апсолутна магнитуда астероида је 8,37 а геометријски албедо 0,056.
Астероид је откривен 14. децембра 1892. године.